# André Puccinelli
André Puccinelli ComMM (Viareggio, 2 de julho de 1948) é um médico e político brasileiro que serviu como 10.º governador de Mato Grosso do Sul, de 2007 a 2015, e 60.º prefeito de Campo Grande, de 1997 a 2005, exercendo ambos os cargos por dois mandatos consecutivos. Sua gestão como prefeito e governador foi marcada por obras de: infraestrutura e desenvolvimento econômico, mas também por investigações e acusações de corrupção, das quais foi absolvido em instâncias superiores. Formado em medicina pela Universidade Federal do Paraná (UFPR), Puccinelli começou sua carreira política no MDB, ocupando cargos como secretário de saúde, deputado estadual e federal.

## Biografia

### História
André Puccinelli nasceu em Viareggio, na Itália, no dia 2 de julho de 1948, filho de Carlo Puccinelli e de Giuseppa Fiaschi Puccinelli. Foi secretário estadual da Saúde, deputado estadual por dois mandatos, deputado federal, prefeito por dois mandatos da capital Campo Grande e também governador por dois mandados do Estado de Mato Grosso do Sul. É casado com Elizabeth Maria Machado com que teve três filhos: a médica Vanessa Puccinelli e os advogados André Puccinelli Júnior e Denise Puccinelli. Ao longo de sua vida, tornou-se produtor rural no setor agropecuário.
Mudou-se para o Brasil em 1953 e morou com a família inicialmente em Porto Alegre (RS) e posteriormente em Curitiba (PR). Em 1966, ingressou no curso de Medicina da Universidade Federal do Paraná, diplomando-se em 1971. No ano seguinte fez residência médica no Hospital de Clínicas da capital paranaense. Em 1973 transferiu-se para Fátima do Sul (MS), então no antigo estado do Mato Grosso, tornando-se médico do Hospital Nossa Senhora de Fátima, nessa cidade. 
Estudou na Escola Estadual Joaquim Murtinho.

### Carreira política
Foi secretário estadual da Saúde (entre 1983 e 1985), deputado estadual por dois mandatos (de 1987 a 1991 e de 1991 a 1995) e deputado federal (de 1995 a 1996) até ser eleito prefeito da capital do Estado, em 1996. Foi reeleito em 2000. Ainda nesse ano, Puccinelli foi admitido pelo presidente Fernando Henrique Cardoso à Ordem do Mérito Militar no grau de Comendador especial.
Nas eleições de 2006 candidatou-se ao governo do estado de Mato Grosso do Sul pela legenda do PMDB. Seu principal adversário nas urnas foi o senador Delcídio do Amaral (PT). Em 2010 concorreu à reeleição tendo disputado contra o ex-governador Zeca do PT. Conquistou a reeleição ainda no primeiro turno, tendo renovado seu mandato de governador do Mato Grosso do Sul até 2015

### Processos, polêmicas e prisões
Puccinelli foi denunciado pelo Ministério Público Federal por enriquecimento ilícito e lavagem de dinheiro, e tal processo se encontra paralisado no Superior Tribunal de Justiça (STJ), devido à falta de autorização dos deputados da Assembleia Legislativa de Mato Grosso do Sul, para que o STJ proceda com os autos.
A Operação Uragano, da Polícia Federal, implicou Puccinelli num esquema ilegal de pagamento de propinas a deputados da Assembleia Legislativa, a desembargadores do Tribunal de Justiça de Mato Grosso do Sul e a membros do Ministério Público do Estado, conforme relatado pelo deputado estadual Ary Rigo a Eleandro Passaia, que denunciou o esquema.
No dia 21 de julho de 2010, Puccinelli agrediu com um tapa o eleitor Rodrigo de Campo Roque, um montador de acessórios para automóveis de vinte e três anos. O governador estava conversando com eleitores de Campo Grande, e se irritou quando foi chamado de "ladrão" pelo rapaz.
No dia 21 de agosto de 2012, foi publicado um vídeo gravado no dia 10 daquele mês na sede do PMDB de Campo Grande em que Puccinelli pratica coação eleitoral sobre servidores para que seja eleito Edson Giroto como prefeito da capital sul-mato-grossense. O vídeo inicia com uma funcionária comentando sobre exoneração para os convocados que não estivessem presentes, então Puccinelli, com uma lista, chama pelo nome os funcionários públicos que devem dizer sua intenção de voto para prefeito e vereador. Após o anuncio André dava opiniões e instruções sobre o candidato escolhido pelo eleitor. O governador também dá orientações sobre a forma que devem ser as peças publicitárias dos vereadores.
O ex-governador também teve seu nome citado operação Lama Asfáltica, da Polícia Federal, pois durante a gestão de André Puccinelli (PMDB), o governo assinou contratos que somam R$ 2 bilhões só com as empresas investigadas.  As investigações sobre o suposto esquema de corrupção tiveram início em 2013. Na primeira fase da apuração, foi verificada a existência de um grupo que, por meio de empresas em nome próprio e de terceiros, superfaturaram obras contratadas com a administração pública, mediante corrupção de servidores públicos e fraudes a licitações, ocasionando desvios de recursos públicos.
Em 14 de novembro de 2017, Puccinelli foi preso preventivamente na quinta fase da operação, intitulada Papiros de Lama. O ex-governador foi apontado pela PF como chefe de um esquema de propina, e recebeu em apenas um ano R$ 20 milhões.
Em 20 de julho de 2018, o ex-governador foi preso novamente pela PF, no âmbito da operação Lama Asfáltica. A nova detenção foi embasada em provas colhidas pelo MPF em pedido feito em maio. Em dezembro, foi solto por decisão do STJ.

#### Novas decisões
Em dezembro de 2021, o Tribunal Regional Federal suspendeu todos os processos da Operação Lama Asfáltica e afastou o juiz que mandou prender André Puccinelli e o filho em 2018. A decisão foi unânime, por três votos a zero. O TRF-3 considerou o juiz Bruno César da Cunha Teixeira, da Terceira Vara Federal de Campo Grande, parcial na condução dos processos.
Em seu voto, o desembargador Paulo Fontes, relator do caso, destacou a flagrante e reiterada parcialidade do juiz, no que foi acompanhado pelos outros dois desembargadores. O acórdão registrou ainda diversas ilegalidades praticadas pelo magistrado, como por exemplo: impedir o acesso da defesa aos autos, negar a produção de provas essenciais para o acusado, inquirir testemunhas como se fosse acusador e não juiz.
Os advogados Rafael Carneiro e Ricardo Pereira, que fizeram a defesa técnica de André Puccinelli, reafirmaram a importância do total respeito às regras processuais e aos princípios constitucionais, pois o processo penal não pode ser meio para a satisfação de interesses pessoais ou perseguição política.